# Tụ Nham

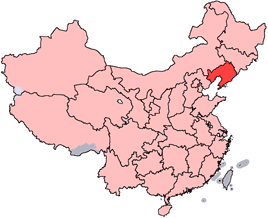
Bản đồ China-Liaoning.

Huyện tự trị dân tộc Mãn Tụ Nham (chữ Hán giản thể: 岫岩满族自治县, âm Hán Việt: Tụ Nham Mãn tộc Tự trị huyện) là một huyện tự trị của địa cấp thị An Sơn, tỉnh Liêu Ninh, Cộng hòa Nhân dân Trung Hoa. Huyện Tự trị này cách trung tâm Thẩm Dương 243 km, cách trung tâm An Sơn 136 km. Huyện Tụ Nham nằm trên bán đảo Liêu Đông, ở bên bờ biển Hoàng Hải, vùng ven biển có nhiều khu vực biển xâm thực tạo nên các hang động trong đá carxtơ. Huyện này có diện tích 4502 km², dân số 500.000 người. Mã số bưu chính của Tụ Nham là 114300. Chính quyền nhân dân huyện đóng ở trấn Tụ Nham. Về mặt hành chính, quận Lập Sơn được chia ra thành 15 trấn, 7 hương.
- Trấn: Tụ Nham, Tô Tử Câu, Hoàng Hoa Miếu, Tam Gia Tử, Thạch Miếu Tử, Đại Doanh Tử, Dương Hà, Tân Miếu, Cáp Đại Bi, Dương Gia Bảo, Thang Câu, Tiền Doanh Tử, Long Đàm, Thạch Hôi Diêu.
- Hương: Đại Phòng Thân, Cửu Thái Câu, Mục Ngưu, Triều Dương, Hồng Kỳ Doanh Tử, Lĩnh Câu, Tiếu Tử Hà.